# Haution
Haution är en kommun i departementet Aisne i regionen Hauts-de-France i norra Frankrike. Kommunen ligger  i kantonen Vervins som ligger i arrondissementet Vervins. År 2022 hade Haution 130 invånare.

## Befolkningsutveckling
Antalet invånare i kommunen Haution
Referens: INSEE